# Mikuláš I. ze Švábenic
 Mikuláš I. ze Švábenic († po 1311) byl moravský šlechtic z rodu pánů ze Švábenic.

## Život

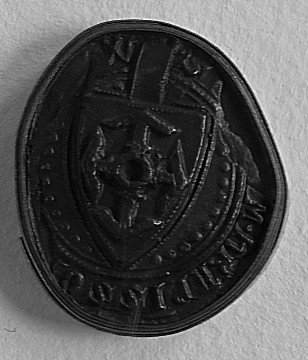
Pečeť Mikulášova otce Hrabiše ze Švábenic

Narodil se jako syn Hrabiše I. ze Švábenic a jeho první neznámé manželky. 
V pramenech se poprvé objevil roku 1283, kdy se po boku svého otce a bratrů Všebora a Idíka zúčastnil prvního rodového shromáždění Ronovců a s nimi spřízněných rodů pánů z Kunštátu a pánů ze Švábenic ve žďárském klášteře, jejichž tradice založená Jindřichem z Lichtenburka se udržovala až do konce 14. století. Další zmínka o Mikulášovi je v pramenech datována k roku 1307, kdy osvědčil listinu svého strýce Vítka z Úpy. Poté se Mikuláš znovu připomíná 12. října 1309 jako spolumajitel hradu Švábenic. Tehdy spolu s dalšími majiteli hradu daroval patronátní právo kostela ve Švábenicích zderazskému klášteru křižovníků strážců Božího hrobu. 
Poslední zpráva o Mikulášovi pochází z roku 1311, a to v opět v listině jeho strýce Vítka z Úpy. Následně patrně zemřel.